# كوكي موريتا
كوكي موريتا (باليابانية: 森田晃樹) هو لاعب كرة قدم ياباني في مركز الوسط، ولد في 8 أغسطس 2000 في طوكيو في اليابان. لعب مع طوكيو فيردي.

## وصلات خارجية
- كوكي موريتا على موقع رابطة كرة القدم اليابانية للمحترفين (اليابانية)
- كوكي موريتا على موقع قاعدة بيانات كرة القدم.إي يو (الإنجليزية)
- كوكي موريتا على موقع Soccerway.com (الإنجليزية)
- كوكي موريتا على موقع عالم كرة القدم.نت (الإنجليزية)